# Burning (pel·lícula de 2018)
Burning (hangul 버닝 Beoning) és una pel·lícula de thriller psicològic del 2018 coescrita, produïda i dirigida per Lee Chang-dong. La pel·lícula està basada en el conte "Graners en flames" de la novel·la L'elefant desapareix de Haruki Murakami, amb elements inspirats en la història del  del mateix nom de William Faulkner. És protagonitzada per Yoo Ah-in, Steven Yeun, i Jeon Jong-seo. La trama representa un jove repartidor, Jong-su (Yoo), que es troba amb el seu amic de la infància, Hae-mi (Jeon). Aviat coneixen un jove enigmàtic anomenat Ben (Yeun), del qual Jong-su sospita, i comença a creure que Hae-mi està en perill. S'ha subtitulat al català.
La primera pel·lícula de Lee després d'una pausa de vuit anys, es va estrenar el 16 de maig de 2018 al 71è Festival Internacional de Cinema de Canes, on va competir per la Palma d'Or; va acabar rebent el Premi Internacional de la Crítica FIPRESCI al festival. Es va estrenar l'endemà a Corea del Sud i el 26 d'octubre de 2018 als Estats Units.
La pel·lícula va rebre l'aclamació de la crítica, amb elogis per la seva sensació de malestar, narrativa ambigua, i actuacions. Va ser seleccionat com a Entrada sud-coreana per al Millor pel·lícula en llengua estrangera als Premis Oscar de 2018; tot i que no va ser nominada, es va convertir en la primera pel·lícula coreana a arribar a la llista final de nou pel·lícules. Va rebre la nombrosos altres reconeixements, i va ser inclosa a les llistes dels "deu millors" de diversos crítics per a l'any 2018, en particular les de The New York Times, Los Angeles Times i Associated Press. Alguns crítics l'han considerat una de les millors pel·lícules del segle XXI, i va ser votada com a la millor pel·lícula coreana de tots els temps a Korean Screen, d'una enquesta de més de 150 crítics de 28 països.

## Argument
Lee Jong-su, un jove aspirant a novel·lista, fa feines ocasionals a Seül. Un dia es troba amb Shin Hae-mi, una veïna de la infància i company de classe, en una promoció a la qual està fent un lliurament. Jong-su inicialment no la recorda, però Hae-mi li diu que es va fer una cirurgia plàstica. Jong-su li regala el rellotge rosa que va guanyar a la promoció. Més tard, ella li explica el seu proper viatge a l'Àfrica i li demana que doni de menjar al seu gat, Boil, mentre ella està fora. Abans de la marxa, el pare d'en Jong-su, un ramader a Paju, s'embolica en assumptes legals desagradables, i Jong-su ha de tornar a la granja. Jong-su visita l'apartament d'Hae-mi, on rep instruccions sobre com alimentar el gat. Després tenen sexe.
Després que Hae-mi se'n va, Jong-su alimenta el seu gat, encara que mai el veu. Tanmateix, presumeix que hi ha un gat perquè troba excrements a la caixa d'escombraries. Comença a masturbar-se habitualment a l'apartament d'Hae-mi. Un dia la Hae-mi truca dient que s'havia quedat encallada a l'aeroport de Nairobi durant tres dies després d'un bombardeig proper. Quan Jong-su la ve a buscar, arriba amb Ben, un home amb qui va conèixer i amb qui es va vincular durant la crisi. Els tres surten a sopar, on la Hae-mi plora i confessa que vol desaparèixer. Ben és ric, però no dóna una resposta clara quan se li pregunta quin tipus de feina fa.
A la granja de Jong-su, el trio fuma cànnabis i Hae-mi balla en topless. Després que Hae-mi s'hagi adormit al sofà, Ben confessa que cada dos mesos, crema un hivernacle abandonat com a hobby. Assenyala que el barri rural de Jong-su està ple d'hivernacles. Quan se li pregunta quan tindrà lloc la seva propera crema, Ben afirma que serà molt aviat i a prop de la casa de Jong-su. Jong-su renya Hae-mi per despullar-se davant d'altres homes. Ella en silenci puja al cotxe de Ben i se'n van.
Jong-su vigila el barri per veure si es cremen hivernacles, però cap. Una tarda, davant d'un hivernacle intacte que està inspeccionant, rep una trucada d'Hae-mi, que talla després d'uns segons de sorolls ambigus. Jong-su es preocupa perquè no respon a cap de les seves trucades, i comença a investigar després que el seu número de telèfon es desconnecti. Ell convenç a la propietària perquè el deixi entrar a l'apartament d'Hae-mi perquè pugui alimentar el seu gat. L'apartament d'Hae-mi està anormalment net; la seva maleta roman, i tots els signes del gat han desaparegut. Jong-su comença a vigilar l'apartament de Ben a Gangnam i seguint-lo per veure on va. Quan veu el Porsche d'en Ben aparcat davant d'un restaurant, entra per enfrontar-se a ell. Ben insisteix que va cremar un hivernacle prop de la casa de Jong-su. Una jove s'acosta a la taula, demanant disculpes a Ben per haver arribat tard. Quan tots tres surten del restaurant, en Jong-su li pregunta a Ben si ha sentit a Hae-mi i si ha anat de viatge. Ben diu que no ha tingut notícies d'ella i dubta que hagi anat de viatge perquè no s'ho podia permetre. Ben diu que Jong-su era l'única persona en la qual confiava i que el va posar gelós per primera vegada a la seva vida.
Un dia, en Ben troba en Jong-su esperant fora del seu lloc i el convida a pujar al seu apartament. Ben té un gat nou, que diu que és un vagabund rescatat. Al lavabo, en Jong-su troba un rellotge rosa, semblant al que li va regalar a la Hae-mi, amagat en un calaix que conté altres peces de joieria femenina. Quan el gat d'en Ben surt corrent de l'apartament, Jong-su descobreix que respon al nom "Boil". Jong-su abandona en silenci el sopar que Ben organitza, malgrat les súpliques del Ben perquè es quedi.
Jong-su demana trobar-se amb Ben al camp, afirmant que està amb Hae-mi. Ben veu que la Hae-mi no hi és i li pregunta a Jong-su on és; Jong-su el mata a punyalades. Aleshores, buida el cotxe i el cos d'en Ben amb gasolina i els incendia, llançant també la seva roba amarada de sang. Ensopega nu amb el seu camió i marxa.

## Repartiment
- Yoo Ah-in com a Lee Jong-su
- Steven Yeun com a Ben
- Jeon Jong-seo com a Shin Hae-mi
- Kim Soo-Kyung com a Yeon-ju
- Choi Seung-ho(최승호) com a Lee Yong-seok
- Lee Joong-ok com a patruller
- Moon Sung-keun com a advocat
- Min Bok-gi (민복기) com a jutge
- Ban Hye-ra (반혜라) com a mare de Jong-su
- Song Duk-ho com a treballador del centre de logística
- Lee Bong-ryun com a germana de Hae-mi

## Producció
Desenvolupada com el treball del projecte internacional que es basava en una de les històries curtes de Haruki Murakami a L'elefant desapareix, "Granears en flames". La producció havia de començar el novembre de 2016, però es va retardar per una disputa entre Murakami i NHK, propietari dels drets de moltes de les obres de Murakami. També fusiona elements de la narració de la història homònima de William Faulkner de 1939. L'octubre de 2016 al Festival Internacional de Cinema de Busan, però, Lee va dir: "és una història sobre els joves del món d'avui. Quan pensen en les seves vides i en el món, ha de sentir-se com un misteri". El setembre de 2017, l'estudi va dir que només havia aportat els esbossos bàsics de la història.
El 2016, es va pensar que Gang Dong-won i Yoo Ah-in figurarien a la pel·lícula, però no es va fer cap anunci oficial. El 5 de setembre , 2017, es va anunciar que Yoo Ah-in havia estat confirmat per al paper de Jong-su. Tres dies després, la nouvinguda Jeon Jong-seo va ser seleccionat per al paper d'Hae-mi basant-se en audicions que van començar a l’agost. El 20 de setembre, Steven Yeun es va unir a pel·lícula com a Ben.
La fotografia principal va començar l'11 de setembre de 2017.El rodatge es va completar el 30 de gener de 2018, a Paju.

## Estrena
Primera pel·lícula dirigida per Lee Chang-dong en vuit anys, Burning va ser àmpliament predita pels crítics de cinema i els experts que seria una entrada en competició a al proper Festival Internacional de Cinema de Canes de 2018. La pel·lícula de 2007 de Lee Secret Sunshine i la de 2010 Poestry es van estrenar com a inscripcions en competició al Festival Internacional de Cinema de Canes.A l'abril de 2018, Burning va ser una de les propostes de competició anunciades per al Festival de Cannes 2018.
Burning es va vendre a més de 100 països i territoris al Marché du Film del Festival de Internacional de Cinema de Canes. Això incloïa Hong Kong, Xina, Taiwan, Singapur, Regne Unit, Japó, Austràlia, Nova Zelanda, Espanya, Grècia, Polònia i Turquia. A Corea del Sud, Burning es va estrenar als cinemes el 17 de maig de 2018. Va ser llançada als Estats Units el 26 d'octubre de 2018. Els drets cinematogràfics van ser adquirits per Energia Entusiasta per a Amèrica Llatina. El 29 d'abril de 2019, Netflix va llançar Burning al seu servei de reproducció en streaming.
Es va projectar al 28è Festival Internacional de Cinema de Busan com a part de l'"Exposició especial americana coreana: la diàspora coreana" el 6 d'octubre de 2023..

### Mitjans domèstics
El distribuïdor Well Go USA Entertainment va llançar Burning en Blu-ray i DVD el 5 de març de 2019.

## Recepció

### Taquilla
El juliol de 2019 Burning havia recaptat 719.772 dòlars als Estats Units i Canadà, i 6,1 milions de dòlars a altres territoris (inclosos 4,2 milions de dòlars a Corea del Sud), amb un total brut mundial de  6,8 milions de dòlars.
El dia de la seva estrena a Corea del Sud, Burning va atreure 52.324 espectadors en total, ocupant el segon lloc a taquilla darrere de Deadpool 2 (248.904 espectadors). Durant el primer cap de setmana de el seu llançament, Burning va rebre 220.717 entrades, ocupant el tercer lloc a la taquilla local. Al final del seu recorregut, la pel·lícula havia venut 528.168 entrades al seu país d'origen.
En el seu cap de setmana d'estrena a França, la pel·lícula va atreure 53.876 espectadors en total, ocupant el tercer lloc a la taquilla darrere de Mile 22, mentre en el seu cap de setmana d'estrena als Estats Units, la pel·lícula va guanyar 26.130 dòlars en dues sales. La pel·lícula es va estrenar més àmpliament el tercer cap de setmana, es va presentar a 27 sales i va recaptar 76.608 dòlars.

### Resposta crítica
A l'agregador de ressenyes Rotten Tomatoes, la pel·lícula té una puntuació d'aprovació de 95 % a partir de 197 ressenyes, amb una valoració mitjana de 8.6/10. El consens crític del lloc web diu: "Burning atrau pacientment l'audiència a un estudi de personatges de combustió lenta que, finalment, recompensa la paciència de l'espectador i subverteix moltes de les seves expectatives." A Metacritic, la pel·lícula té una puntuació mitjana ponderada de 91 sobre 100, basada en 38 crítiques, la qual cosa indica "universal aclamació".
Justin Chang de Los Angeles Times la va anomenar "una obra mestra del malestar psicològic, la pel·lícula nova més lúcida i absorbent que he vist aquest any, així com la més estratificada i enigmàtica".Peter Bradshaw de The Guardian la va anomenar "un malson apassionant" i va elogiar profusament com "Lee crea una sensació d'humor i un lloc amb un estil magistral". Sight & Sound la va qualificar com la tercera millor pel·lícula de 2018, i Jessica Kiang van escriure a la seva ressenya a Canes: "Les brases s'han acumulat tan gradualment que no és fins unes hores després del final d'aquesta obra mestra esquiva i fascinant que esteu prou lluny per apreciar l'escala de la conflagració." Tim Robey a The Daily Telegraph va observar: " Aquesta és la pel·lícula de Lee més propera a un thriller, però desafia les expectatives, oferint múltiples i tèrboles solucions a un conjunt de misteris alhora." Emily Yoshida de Vulture va elogiar la pel·lícula per la seva "percepció dels rics joves vampiritzants no directament biològicament, ni físicament ni econòmicament, sinó emocionalment", però va considerar que "Burning perd força a la segona meitat". Peter Debruge de Variety suggereix que "[el] grau en què Burning tingui èxit dependrà en gran manera de la capacitat d'un per identificar-se amb la sensació de gelosia i frustració tàcita però fortament transmesa, que sent el protagonista de classe inferior". Peter Travers de Rolling Stone va escriure que la pel·lícula "bufeja amb un poder acumulat que us farà caure el vent" i va declarar que "Lee ha creat una pel·lícula hipnòtica i inquietant que transcendeix el gènere per aprofundir en la condició humana. No us la podreu treure del cap."
Geoff Andrew de Time Out va ser igualment positiu, aclamant-la com una "pel·lícula rica en ambigüitats i possibles mentides... L'interès de Lee no rau en la resolució de crims sinó en l'exploració. La confusió emocional de Jongsu... Tant un drama de suspens de combustió lenta com un enigma intrigant, la seva pel·lícula està bellament executada". Todd McCarthy de The Hollywood Reporter va reaccionar amb entusiasme a la pel·lícula, escrivint que "[a]questa és una pel·lícula bellament elaborada carregada d'imatges i observacions sobre una relació triangular subestimada, plena de percepcions subtils sobre el privilegi de classe, els llegats familiars reverberants, la confiança creativa, l'autoinvenció, la gelosia sexualitat, justícia i venjança". Per a The Canadian Press, David Friend va dir que la pel·lícula inclou "capes de subtext i tensió a foc lent durant les dues hores i mitja de durada de la pel·lícula". Nick Pinkerton, escrivint a Artforum, va ser menys entusiasta, i va escriure que "Burning està escampada amb tota mena d'informació el significat i validesa exactes dels quals és impossible de determinar... un protagonista tímid, sovint passiu, ha de generar les seves tensions i atraccions en altres llocs ... jugadors secundaris memorables, una atmosfera tàctil, un sentit complex de l'esfera social, un emocionalisme emfàtic".
La representació del personatge femení Hae-mi a la pel·lícula va atreure algunes crítiques. Tanmateix, Adam Nayman de Film at Lincoln Center va argumentar i emfatitzar per The Ringer que la història està "explicada completament des del punt de vista de Jongsu", així que "és just preguntar-se si Lee Chang Dong està cultivant la veritable solidaritat del públic o ens insta a entendre la història exclusivament a través de la lent dels prejudicis del seu heroi: veure a Haemi i Ben com a figures idealitzades i demonitzades, respectivament." Phoebe Chen de Film Feminist Journal: Another Gaze, va analitzar que l'existència d'Haemi tenia un propòsit més gran a la pel·lícula i va escriure: "Si saps que Burning és una adaptació d'un curt de Haruki Murakami, encara que sigui vagament, saps que l'Haemi desapareixerà. El trope de la dona desapareguda està integrat a l'ADN narratiu de Murakami: la seva desaparició preocuparà al protagonista, al principi neuròticament, després s'esvaeix amb els mesos i anys fins a un malestar avorrit", i "El misteri de la desaparició d'Haemi està tècnicament 'resolt', però queda suplantat per un de més grandiós: el misteri d'un món que tempta amb l'esperança del futur mentre tanca els seus milions de subjectes en un atzucac fred." Alexandra Heller-Nicholas d’Alliance of Women Film Journalists va escriure que el personatge de Hae-mi és molt més que una dona desapareguda com a dispositiu argumental, però una de les parts més poderoses d'una pel·lícula que aborda les pressions de manera casual però ferma sobre dones.

### Reconeixements
Burning va guanyar el Premi FIPRESCI al 71è Festival Internacional de Cinema de Canes. Es va convertir en la pel·lícula més valorada de la història del jurat de Canes per Screen International. Burning també va guanyar el premi Millor pel·lícula en llengua estrangera de l'Associació de Crítics de Cinema de Los Angeles, Millor pel·lícula estrangera Pel·lícula en idiomes als Premis de l'Associació de Crítics de Cinema de Toronto i el de les Cinc Millor pel·lícules de parla no anglesa dels premis del National Board of Review. Va ser nominada a tres Asia Pacific Screen Awards, guanyant el Gran Premi del Jurat. Va ser inclosa entre les deu millors pel·lícules del 2018 de RogerEbert.com. Va ser nominada a vuit Asian Film Awards, inclòs Millor pel·lícula i va guanyar el premi al millor director. Al setembre El 2019, va guanyar el Premi Saturn a la millor pel·lícula de parla no anglesa.
Burning va ser seleccionada per Corea del Sud el a la categoria millor pel·lícula en llengua estrangera als Premis Oscar de 2018; tot i que no va ser nominada, es va convertir en la primera pel·lícula coreana a arribar a la llista final de nou pel·lícules.

#### Llistes Top ten
Burning va aparèixer a les llistes Top ten de final d'any de molts crítics per al 2018, entre elles:
- 1a – The A.V. Club[71]
- 1a – Justin Chang, Los Angeles Times[72]
- 1a – Jake Coyle, Associated Press[73]
- 1a – John Powers, Vogue[74]
- 2a – Manohla Dargis, The New York Times[75]
- 2a – Film Comment[76]
- 4a – Marlow Stern, The Daily Beast[77]
- 5a – Barry Hertz, The Globe and Mail[78]
- 6a – David Ehrlich, IndieWire[79]

No classificat
- Joe Morgenstern, The Wall Street Journal[80]
- Ty Burr, The Boston Globe[81]

#### Llistes de final de dècada
A finals del 2019, Burning també va aparèixer a les llistes de "Millors pel·lícules de la dècada" de Rolling Stone, The A.V. Club, Associated Press, The Boston Globe, Indiewire, Insider, i Film Comment.